# 1644
- Wikisource

| Calendário gregoriano                                                        | 1644 MDCXLIV                        |
| Ab urbe condita                                                              | 2397                                |
| Calendário arménio                                                           | 1093 – 1094                         |
| Calendário bahá'í                                                            | -200 – -199                         |
| Calendário budista                                                           | 2188                                |
| Calendário chinês                                                            | 4340 – 4341 Início a 8 de fevereiro |
| Calendário copta                                                             | 1360 – 1361                         |
| Calendário etíope                                                            | 1636 – 1637                         |
| Calendários hindus - Vikram Samvat - Calendário nacional indiano - Cáli Iuga | 1699 – 1700 1565 – 1566 4744 – 4745 |
| Calendário Holoceno                                                          | 11644                               |
| Calendário islâmico                                                          | 1054 – 1055                         |
| Calendário judaico                                                           | 5404 – 5405                         |
| Calendário persa                                                             | 1022 – 1023                         |
| Calendário rúnico                                                            | 1894                                |
| Calendário solar tailandês                                                   | 2187                                |

1644 (MDCXLIV, na numeração romana)  foi um ano bissexto do século XVII  do actual Calendário Gregoriano, da Era de Cristo,  e as suas letras dominicais foram  C e B (52 semanas), teve início a uma sexta-feira e terminou a um sábado.
| Ano completo                          |
| ------------------------------------- |
| Ano bissexto com início à sexta-feira |

## Eventos
- Marin Mersenne publica a sua obra Cogitata physico-mathematica sobre os primos de Mersenne
- Edificação do Forte de Nossa Senhora da Conceição, nas Velas, ilha de São Jorge que veio ocupar o lugar de outro mais antigo, datado de 1641[1][2] .

### Maio
- 26 de maio - Guerra da Restauração - Batalha do Montijo

### Julho
- 2 de julho - Batalha de Marston Moor - Guerra Civil Inglesa

### Setembro
- 15 de Setembro - Papa Inocêncio X é eleito Papa.

### Em andamento
- Guerra civil inglesa (1642–1649)
- Guerra dos Trinta Anos (1618–1648)

## Nascimentos
- Johann Ulrich Megerle, foi um monge católico, pregador moralista e escritor alemão, m. 1709.

## Mortes
- 29 de Julho - Papa Urbano VIII (n. 1568)
- 17 de Dezembro - D. Antão d´Almada, herói da Restauração de Portugal.

## Por tema
- 1644 na arte
- 1644 na literatura